# The Massacre (álbum de The Exploited)
The Massacre es un álbum de crossover thrash de la banda The Exploited, hecho en el año 1990.
Después de una nueva gira por el Reino Unido, Europa y Norteamérica en 1989, Gordon "Gogs" Belfour reemplaza a Nigel Swanson, que se transforma en un asesor de la banda, y Tony Martin toma el lugar de Willie Buchan en la batería. Es con esta formación con la que The Exploited edita su nuevo trabajo, The Massacre, en una clara línea punk/metal con sonidos mucho más producidos, arreglos y con temas de más duración que los de sus trabajos anteriores. El afamado productor Colin Richardson ejerció como ingeniero en este trabajo.
En 1991 Wullie vuelve a la batería. Es en este periodo en que se inicia la nueva tónica de trabajo del grupo: varios años entre disco y disco para dedicarse a largas giras mundiales. Es 1991 el año en que The Exploited viaja por primera vez a Japón. Sus presentaciones en dicho país darían lugar a un video y a un disco en vivo. En 1992, Slayer y Ice-T hacen una versión de las canciones «UK 82», «Disorder» y «War», temas del álbum Troops of Tomorrow; el resultado es un medley titulado «Disorder». La letra correspondiente a «UK 82» es cambiada y retitulada «LA 92», en alusión a las revueltas en la ciudad californiana luego de la golpiza que unos policías dieron a Rodney King. El medley «Disorder» de Slayer y Ice-T participaría en la banda sonora de la película de 1993 Judgement Night. 

## Lista de canciones
- Todos los temas escritos por Wattie Buchan.

1. "The Massacre" – 3:03
2. "Sick Bastard" – 4:05
3. "Porno Slut" – 3:15
4. "Now I'm Dead" – 3:45
5. "Boys In Blue" – 3:58
6. "Dog Soldier" – 3:05
7. "Don't Pay The Poll Tax" – 4:25
8. "Fuck Religion" – 3:12
9. "About To Die" – 3:30
10. "Blown Out Of The Sky" – 4:21
11. "Police Shit" – 3:54
12. "Stop The Slaughter" – 3:40

### 2005 CD bonus tracks
1. "Scaling the Derry Walls" – 2:09
2. "The Massacre" – 1:58
3. "About To Die" – 3:05
4. "Death Before Dishonour" – 2:12

## Créditos
- Wattie Buchan - Voz
- Gordon "Gogs" Belfour  - Guitarra
- Mark "Smeeks" Smellie - Bajo
- Tony Martin - Batería

## Posición en las listas
| Listas (1990)            |    |
| ------------------------ | -- |
| Top Indepent Albums (UK) | 16 |